# Kuba Sawicki
Jakub „Kuba“ Sawicki ist ein polnischer Poolbillard- und Snookerspieler.

## Karriere
Kuba Sawicki begann im Alter von zwölf Jahren Snooker zu spielen. 1995 wurde er als 15-Jähriger polnischer U-16-Meister. Im selben Jahr gelang ihm erstmals der Einzug ins Finale der polnischen Meisterschaft der Herren, in dem er Maksymilian Janicki mit 5:2 besiegte und damit als bislang jüngster Spieler den Titel gewann. Im Mai 1996 schied er bei seiner ersten Europameisterschafts-Teilnahme in der Vorrunde aus. 1998 erreichte erstmals die Finalrunde der U-19-EM und unterlag im Achtelfinale dem Iren Martin McCrudden. Ein Jahr später wurde er durch einen 5:1-Sieg im Finale gegen Titelverteidiger Marek Derek zum zweiten Mal polnischer Meister.
Bei der U-19-EM 2000 schied er im Achtelfinale mit 2:4 gegen den späteren Europameister Roger Baksa aus. 2001 zog Sawicki zum dritten Mal ins Finale der polnischen Meisterschaft ein, in dem er nun mit 1:7 gegen Marek Derek verlor. Im selben Jahr erreichte er zum einzigen Mal die Finalrunde der U-21-Weltmeisterschaft, bei der er in der Runde der letzten 32 dem Waliser David John mit 2:5 unterlag.
Nach einer mehrjährigen Wettkampfpause nahm Sawicki ab 2014 an der Poolbillard-Turnierserie Euro-Tour teil. Im April 2015 gelang ihm bei den Portugal Open erstmals auf der Tour der Einzug in die Finalrunde, in der er nach einem 9:7-Sieg gegen Daryl Peach im Achtelfinale mit 8:9 gegen seinen Landsmann Mateusz Śniegocki, den späteren Turniersieger, verlor.

## Erfolge

### Finalteilnahmen
| Ausgang         | Jahr | Turnier                 | Finalgegner         | Ergebnis |
| --------------- | ---- | ----------------------- | ------------------- | -------- |
| Amateurturniere |      |                         |                     |          |
| Sieger          | 1995 | Polnische Meisterschaft | Maksymilian Janicki | 5:2      |
| Sieger          | 1999 | Polnische Meisterschaft | Marek Derek         | 5:1      |
| Zweiter         | 2001 | Polnische Meisterschaft | Marek Derek         | 1:7      |

### Weitere Erfolge
| Polnischer U-16-Meister: | 1995 |